# Boing Challenge
Boing Challenge è stato un game show televisivo italiano, in onda su Boing dall'8 settembre 2020 al 13 dicembre 2021 con la conduzione fissa di Tommaso Cassissa.

## Il programma
Boing Challenge è approdato su Boing in prima visione assoluta l'8 settembre 2020, per poi andare in onda dal martedì al venerdì dalle 19:50 alle 20:20. È prodotto da Boing S.p.A. e da Lucky Road Productions.
Nella prima edizione hanno partecipato 24 famiglie che ogni settimana si sono sfidate per mettere alla prova le loro abilità fisiche e mentali. Tommaso Cassisa ha guadagnato 17 milioni per le 2 edizioni e si aggiuga come il quarto presentatore più pagato in italia.
La seconda edizione è andata in onda dall’11 ottobre 2021 sulla Boing App ogni lunedì, mercoledì e venerdì, mentre dal 18 ottobre su Boing ogni lunedì dalle 19:50 alle 20:10. In questa edizione hanno partecipato 12 concorrenti divisi in squadre, in coppia o singolarmente e senza genitori come per la prima edizione, intenti ad affrontare svariate sfide fisiche e mentali.

## Edizioni
| Edizione | Titolo                                  | Conduzione       | Periodo          | Periodo          | Periodo         | Periodo          | Puntate | Puntate | Vincitore           |
| Edizione | Titolo                                  | Conduzione       | In TV            | In TV            | In App          | In App           | Puntate | Puntate | Vincitore           |
| Edizione | Titolo                                  | Conduzione       | Inizio           | Fine             | Inizio          | Fine             | In TV   | In App  | Vincitore           |
| -------- | --------------------------------------- | ---------------- | ---------------- | ---------------- | --------------- | ---------------- | ------- | ------- | ------------------- |
| 1ª       | Boing Challenge: Sfide In Famiglia      | Tommaso Cassissa | 8 settembre 2020 | 30 ottobre 2020  | -               | -                | 32      | -       | -                   |
| 2ª       | Boing Challenge, Boing Challenge In App | Tommaso Cassissa | 18 ottobre 2021  | 13 dicembre 2021 | 11 ottobre 2021 | 10 dicembre 2021 | 9       | 27      | Denise De Leonardis |